# 燕尾海牛
燕尾海牛（学名：Chelidonura hirundinina）为拟海牛科燕尾海牛属的动物。分布于印度洋、南非东岸、毛里求斯岛、马绍尔群岛、新喀里多尼亚岛、日本、澳大利亚以及中国大陆的海南等地，属于暖水性种类。其多见于潮间带石头下、海藻、珊瑚礁间。